# اجرلو
آجرلو طایفه‌ای است از ترکان اغوز که بعضی از مورخین آن را از ایل بزرگ افشار میدانند ولی بنا بروایت محمد کاظم مروی مؤلف عالم آرای نادری این طایفه هنگام لشکر کشی شاه عباس کبیر به خوارزم و ترکستان از قارشی بخارا با طوایف دیگر امثال قراباشلو، چوله تکه لو به درگز انتقال داده شده‌اند و در دستگرد و چاپشلو و کلات به امور کشاورزی مشغول‌اند.
زبانشان ترکی است و فارسی هم صحبت می‌کنند.